# Ikozidodekadodekaeder
| Ikozidodekadodekaeder                               | Ikozidodekadodekaeder                                  |
| --------------------------------------------------- | ------------------------------------------------------ |
|                                                     |                                                        |
| Vrsta                                               | uniformni zvezdni polieder                             |
| Elementi                                            | F = 44, E = 120, V =60 ({\displaystyle \chi \,} = -16) |
| Stranske ploskve po stranicah                       | 12{5}+12{5/2}+20{6}                                    |
| Wythoffova simbola                                  | 5/3 5 \| 3 5/2 5/4 \| 3                                |
| Simetrijska grupa                                   | Ih, [5,3], *532                                        |
| Bowerjeva okrajšava                                 | Ided                                                   |
| Sklici                                              | U44, C56, W83                                          |
| srednji izakronski heksekontaeder (dualni polieder) | 5.6.5/3.6 slika oglišč                                 |

Ikozidodekadodekaeder je v geometriji uniformni zvezdni polieder z indeksom U44. Njegova slika oglišč je križni štirikotnik.

## Sorodni poliedri
Ima enako razporeditev oglišč kot uniformni sestav desetih ali sestav dvajsetih tristranih prizem. Razen tega ima še enake robove kot rombidodekadodekaeder, ki ima skupne petkotne in pentagramske stranske ploskve ter rombiikozaeder, ki pa ima skupne šestkotne stranske ploskve.
| konveksna ogrinjača | rombidodekadodekaeder            | ikozadodekadodekaeder              |
| rombiikozaeder      | sestav desetih tristranih prizem | sestav dvajsetih tristranih prizem |